# 庫爾恰托夫
51°40′N 35°39′E / 51.667°N 35.650°E
庫爾恰托夫（俄语：Курча́тов）是俄羅斯庫爾斯克州中西部库尔恰托夫区的一個城市，位於謝伊姆河畔，距庫爾斯克以西42公里。人口：39,167人 （2024年人口普查 （页面存档备份，存于））；45,556人 (2002年人口普查)。

## 歷史
1968年因興建庫爾斯克核電廠建立，1983年建市。市名紀念物理學家伊戈·庫爾恰托夫。
庫爾恰托夫鎮以及鄰近的庫爾斯克核電廠在1991年的美國電視電影《切爾諾貝利：最後的警告》中代替了普里皮亞季鎮和切尔诺贝利核电站。 1943 年夏天，在現在的庫爾恰托夫，库尔斯克会战的一部分發生了兩次不同的戰鬥。库尔斯克会战是苏德战争 (德國方面稱為東方戰線)的關鍵戰役之一，也是戰爭史上規模最大的戰車戰之一。